# كتيبة الخراب
كتيبة الخراب رواية للروائي المغربي عبد الكريم جويطي. صدرت الرواية لأوّل مرة عام 2007 عن دار نشر المركز الثقافي العربي في بيروت. ودخلت في القائمة الطويلة للجائزة العالمية للرواية العربية لعام 2009، المعروفة بجائزة «بوكر».

## نبذة عن  الرواية
يحكي الكاتب المغربي عبد الكريم جويطي في هذه الرواية عن الطرق الملتوية والخفية لعمل الإدارة والسلطة، وعن مصير الفرد في متاهاتهما. فأن تعطي سيدة دانماركية مثلا، كعربون محبّة، شجيرة إلى بلدية مغربية لزرعها في أي مكان في تلك البلدة الصغيرة، فلا مفرّ من أن يتسبّب الأمر بمشاكل. إنها رواية تجعل القارئ يضحك، لكنه ضحك نابع من مرارةٍ ساخرة.

## عنوان الرواية
يشير عنوان "كتيبة الخراب" إلى حالة الدّمار بعد الحرب وهي الحالة التي تطال المجتمع، سواء على المستوى المادي أو الرمزي. في حين تعكس الكتيبة الجماعة المتضرّرة التي تخوض معركة يومية ضد الفقر، الظلم، وفقدان الإنسانية.

## رمزية العنوان
حمل عنوان "كتيبة الخراب" دلالات رمزية متعددة تتجاوز المعنى الحرفي للكلمة. فـ"الكتيبة" في السياق العسكري تشير عادةً إلى وحدة منظمة ذات هدف محدد، غير أن الرواية تعيد توظيف المصطلح في سياق اجتماعي-سياسي، ليصبح وصفًا لمجموعة من الأفراد المقهورين الذين تجمعهم وحدة المصير في مواجهة واقع مختل ومأزوم. أما "الخراب" فهو ليس مجرد دمار مادي، بل خراب معنوي وأخلاقي، يتمثل في تفشي الفساد، وانهيار القيم، وضياع الأمل في التغيير. ومن خلال الجمع بين الكلمتين، يوحي العنوان بمفارقة لاذعة: جماعة منظمة، لكن غايتها أو بيئتها ليست البناء بل البقاء وسط أنقاض الواقع. في هذا الإطار، يمكن فهم العنوان كاستعارة عن المجتمع نفسه، الذي يعمل أفراده – بوعي أو بدون وعي – على التكيف مع الانهيار بدل مقاومته جذريًا.

## المكان والزمان داخل الرواية
● المكان: مدينة بني ملال، التي تُصور كفضاء رمزي لمعاناة المدن المغربية. تمتاز الرواية بتفصيل الأماكن انطلاقاً من المؤسسات الحكومية و وصولاً إلى الحارات الشعبية وبيوت الدعارة، مما يعكس الفجوة العميقة بين الطبقات. وقد لعب المكان بطولته من حيث كونه محتفى به بشكل كبيرٍ ومبالغ فيه جعلته يدنو -أحياناً- من درجة التقديس، لكن الكاتب سريعاً ما يهوي به، احتقاراَ، في غياهب السّفالة والإسفاف، مغرقاً إياه في الوحل.
● الزمان: زمن معاصر يتخلله استحضار للماضي الاستعماري وما تلاه من تغييرات، مما يعمق فهم القارئ لسياق الرواية.

## شخصيات الرواية وعلاقاتها
تمثل شخصيات الرواية عيّنات مجتمعية مأزومة بشعورها بإنسانيتها وبحقها في الكرامة وبفرصة العيش الكريم والحقوق والعدالة في الحياة. وكلها على السواء ضحية من ضحايا الظلم الفردي أو الاجتماعي أو من السلطة أو سوء حياة مستديم، وتترابط الشخصيات فيما بينها بطريقة تعكس تفاعل الطبقات المختلفة في المجتمع المغربي، حيث تتشابك أحلامهم وآلامهم:
● البطل (المجهول الاسم): رمز الإنسان العادي الذي يعيش حياة تفتقر إلى المعنى، يعاني من إحباطات شخصية ومجتمعية ويحاول إيجاد طريق للخروج من واقعه البائس.
● ميمون: صديق البطل، هو حلاق شاب يعاني من خيبات الأمل في الحب والعمل، وتجسد قصته السعي المستميت للهروب إلى أوروبا بحثًا عن حياة أفضل.
● والد البطل: مناضل قديم يمثل جيلاً يؤمن بالعدالة الاجتماعية والمقاومة، يكافح لاسترداد نبع ماء صادرته السلطة.
● نادية (ليلى) لعميري: جارة البطل، هي شابّة مراهقة كانت تضرب عليها حراسة مشددة من طرف والدتها وأختها سلمى، جمعتها بالبطل الصدفة عبر علاقة تعاون بغية إنجاز بحث حول "إعادة تشكيل حياة الأعشى من خلال شعره"، قبل أن يتورّط في حبها وتتوتّر علاقتهما فيخسرها.
● العاهرة: حبيبة البطل، هي ضحيّة اغتصاب وتعمل في الدعارة بسبب ظروف قاسية، تسعى لتحقيق حياة كريمة بعد جمع المال والهجرة لأوروبا، بعيداً عن واقعها المؤلم، التقى بها البطل في إحدى دور الدعارة ووجد بها حبيبة مستحيله.
● الحلبي وزملاء العمل: يعكسون شخصيات مجتمعية تعيش تناقضات بين الظاهر والباطن، بين الادعاء بالمبادئ والوقوع في شبكة المصالح.
● الوقوري: زميل البطل في العمل، يمثل فئة الانتهازيين المتخفين وراء الدين، يسعى لتحقيق مصالحه الشخصية.
● شخصيات ثانوية: وهي شخصيات شكّلت علاقة الجوار مع البطل أو علاقات أخرى، بما فيها: أم نادية، أم ميمون، التلميذة الإعدادية، أخو التلميذة، المهندس فوجرول، جويلقة، بوزكري، بائع في شارع الحنصالي، صاحب المشتل، فقيه الدوار، صالح الدركوكي، سي الحسين، الدكتور الكروازي...

## ملخص الرواية
كتيبة الخراب هي رواية مغربية عميقة تسلّط الضوء على التّحولات الاجتماعية والسياسية والاقتصادية التي مرّ بها المغرب المعاصر، وتُحكى الرواية من خلال منظور بطلها، الذي يظلّ اسمه مجهولاً، في إشارة رمزية إلى أزمة الهوية الجماعية التي يعاني منها المجتمع.
تتّبع الرواية حياة هذا البطل في مدينة بني ملال، مسرح الأحداث، حيث يعكس واقعه معاناة طبقات المجتمع المغربي. والبطل هو موظّف في مؤسسة حكومية، أُنشئت لتوظيف العاطلين عن العمل، في محاولة لتهدئة الوضع الاجتماعي، ليتقاطع مع شخصيات أخرى تعيش قصصاً مليئة بالخيبات، والأحلام المجهضة، والبحث المستمر عن معنى للحياة في ظلّ فساد السلطة وسوء توزيع الثروات. ويلتقي البطل بسائحةٍ دنماركية تجلب شجرة صغيرة ،شجرة الوفاء، إلى البلدة لتغرسها، والتي ترمز إلى الأمل والحياة، فيقوم البطل بغرسها في أرض دارة ويرعاها، لكن هذه الشجرة سرعان ما تموت، كتعبير عن الواقع القاسي الذي يواجهه الجميع. لتنتهي الرواية بمحاولة البطل وحبيبته دعم والد البطل في نضاله لاستعادة نبع ماء عين أسردون الذي تمت مصادرته، في دلالة رمزية إلى المطالبة باسترداد حقوق الشعب.

## الاماكن
تدور أحداث رواية "كتيبة الخراب" في فضاءات مكانية متعددة يتصدرها مدينة بني ملال، التي تشكل الإطار المكاني الرئيسي للعمل، حيث يرسم الكاتب ملامحها كمدينة مغربية داخلية تجمع بين حضور التاريخ وثقل الحاضر، وتُبرز التناقضات الاجتماعية والاقتصادية التي تعيشها. وتحتل البلدية موقعًا محوريًا في السرد باعتبارها مسرحًا للأحداث الإدارية والبيروقراطية، ومجالًا يكشف عن آليات السلطة وتعقيداتها. كما تحضر الأحياء الشعبية بوصفها فضاءات تعكس الفقر والتهميش، وتشكل الخلفية اليومية لحياة الشخصيات، بما تحمله من صور الكفاح والمقاومة في مواجهة الظروف الصعبة. وإلى جانب هذه الأمكنة الواقعية، يوظف الكاتب أماكن رمزية مثل الساحات العامة والأسواق والمقاهي، التي تتحول إلى فضاءات دلالية تكشف التناقض بين الرسمي والشعبي، وبين سلطة المؤسسات ونبض الحياة اليومية،

## دور الرواية
ترمي الرواية إلى تسليط الضوء على الواقع المأساوي للمجتمع المغربي، مع الدعوة إلى استعادة الحقوق والعدالة الاجتماعية. كما تعكس فكرة أن الاستسلام للواقع يعني المساهمة في استمرار الظلم، بينما الكفاح هو السبيل الوحيد لاستعادة الكرامة.

## اثر الرواية
حظيت رواية "كتيبة الخراب" منذ صدورها باهتمام ملحوظ في الأوساط النقدية والأدبية، حيث انكبّ عدد من النقاد على قراءتها وتحليلها بوصفها عملًا إبداعيًا يجمع بين قوة اللغة وجاذبية السرد وعمق الرؤية الفكرية. فقد أشاد الكثيرون بأسلوب عبد الكريم جويطي الذي يمزج بين اللغة الشعرية المتدفقة وكثافة الرموز، ما منح النص بعدًا دلاليًا متعدد الطبقات، قادرًا على إثارة التأويلات المختلفة. واعتُبرت الرواية مثالًا بارزًا على السرد المغربي المعاصر الذي يوفق بين الواقعية – من حيث تجسيد تفاصيل الحياة اليومية وشخصياتها المألوفة – والرمزية التي تمنح الأحداث أفقًا فلسفيًا وتأمليًا أوسع، بما يعكس التوتر القائم بين الفرد والسلطة، وبين الحلم والواقع. ورأى بعض النقاد أنها لا تكتفي بوصف الأحداث، بل توثق لمرحلة اجتماعية وسياسية في المغرب من منظور نقدي ساخر، يُظهر التناقضات العميقة في البنية الإدارية والاجتماعية، ويكشف آليات الفساد والبيروقراطية بأسلوب يجمع بين المفارقة والتهكم. وعلى مستوى التلقي الجماهيري، لاقت الرواية استحسانًا لدى شريحة واسعة من القراء الذين وجدوا فيها مرآة لواقعهم، واستمتعوا بجانبها الساخر الذي يخفف من وطأة الموضوعات الجادة التي تتناولها، بينما أشار آخرون إلى أن كثافة الرمزية وتعدد مستويات القراءة قد يشكلان تحديًا أمام القارئ العادي، ويجعلان عملية الفهم المباشر للنص أكثر تعقيدًا، وهو ما أضاف للرواية بعدًا نخبوياً لدى بعض القراءات. بهذه الثنائية بين النقدي والجماهيري، تمكنت "كتيبة الخراب" من تثبيت مكانتها كأحد الأعمال المميزة في المشهد الروائي المغربي الحديث.

## الاسلوب
يتسم الأسلوب الفني في رواية "كتيبة الخراب" بخصائص لغوية وسردية تجمع بين البساطة الظاهرية والعمق الدلالي. فاللغة المعتمدة فصيحة، لكنها تنفتح أحيانًا على نزعة شعرية واضحة، تتجلى في بناء جمل طويلة ذات نفس تأملي، تتخللها مقاطع حوارية قصيرة تضفي حيوية وإيقاعًا متغيرًا على النص. وتعتمد البنية السردية على خط حكائي واحد يتطور عبر تسلسل زمني متصل، غير أنه يتفرع في مواضع متعددة إلى حكايات جانبية، ما يمنح السرد بعدًا فسيفسائيًا، ويتيح إدماج مشاهد وشخصيات ثانوية تخدم المعنى العام. كما يوظف الكاتب تقنيات سردية متنوعة، أبرزها اعتماد ضمير المتكلم الذي يتيح للقارئ النفاذ مباشرة إلى وعي البطل ومشاعره، والتناوب بين تسجيل تفاصيل واقعية مأخوذة من الحياة اليومية واستحضار صور رمزية تفتح النص على مستويات قراءة أعمق. ويبرز كذلك حضور النقد الاجتماعي والسياسي من خلال المفارقة والسخرية، إذ تتحول المواقف والشخصيات إلى أدوات لفضح مظاهر العبث والفساد، بأسلوب يمزج بين الإضحاك والتأمل النقدي.

## الجوائز
وصلت إلى القائمة الطويلة للجائزة العالمية للرواية العربية (البوكر) عام 2009، ما منحها انتشارًا أكبر داخل المغرب وخارجه.

## نقد وآراء
حظيت الرواية بإشادة واسعة من النقاد بسبب قدرتها على تصوير الواقع المغربي عموماً والملالي خصوصاً بصدقٍ ودقّة. حيث وصفها البعض بأنها عمل أدبي عميق يجمع بين السياسة والاجتماع والنفس، بينما عدّها آخرون بأنها دعوةٌ صريحةٌ لإعادة التفكير في أدوار الأفراد في تغيير واقعهم، رغم أن بعض النقاد أشاروا إلى أن الطابع السوداوي قد يكون ثقيلاً على بعض القراء. وهو ما جعل الرواية تدخل في القائمة الطويلة للجائزة العالمية للرواية العربية لعام 2009م، المعروفة بجائزة «البوكر».